# 常庄街道
常庄镇，是中华人民共和国山東省枣庄市薛城区下辖的一个乡镇级行政单位。
前身是常庄乡和金河乡（名字源于国共内战期间在此处柏山阵亡的陈金合，且柏山也更名为金河山，但是当地居民依然称为柏山）。

## 行政区划
常庄镇下辖以下地区：
其中东黄沟泉村与西黄沟泉村以黄沟泉以隔，但目前沟中已常年无水。
西苑社区、立新社区、常庄村、单庄村、前大庄村、后大庄村、周庄村、店子村、石坝村、朱辛桥村、粮满村、六炉店村、孟岭村、姬庄村、西麦村、东麦村、西姚山村、东姚山村、西小庄村、何庄村、邵庄村、种庄村、前洛房村、吴庄村、大辛庄村、薛庄村、四角楼村、水寨村、大山村、小山村、王庄村、卜岭东村、卜岭西村、上于村、下于村、宋庄村、付庄村、西泥沟泉村、东泥沟泉村、东黄沟泉村、西黄沟泉村、孟庄村、小辛庄村、种楼村、东辛庄村、泉头村和渐彭村。

## 人口
2010年中国第六次人口普查时，常庄镇共有人口69153人。共有家庭18904户，平均每户3.26人。14岁以下的少年儿童共11186人，占总人口16.17%；15-64岁人口共52215人，占总人口75.50%；65岁及以上的老年人共5752人，占总人口的8.317%。男性共计36210人，占总人口52.36%；女性共计32943，占总人口47.63%。本地居住的人口中，拥有本地户籍的人口为55897人，占80.83%。